# Sporting Club de Toulon
Der Sporting Club de Toulon ist ein französischer Fußballverein aus der Hafenstadt Toulon, Hauptstadt des französischen Départements Var an der Côte d’Azur.
Gegründet wurde er 1944 als Sporting Club de Toulon durch die Fusion zweier lokaler Klubs, deren älterer, der Sporting Club du Temple, 1933 gegründet wurde; deshalb findet man gelegentlich auch dieses frühere Gründungsdatum. Diesen Namen trug der Klub bis 1998; dann wurde er wegen finanzieller Missstände aus der Liga ausgeschlossen und unter dem Namen Sporting Toulon Var neugegründet. Im Februar 2016 hatte der Verein auf Initiative der Stadtverwaltung Fusionsverhandlungen mit dem Lokalrivalen SC Toulon-Le Las aufgenommen, der zu dieser Zeit eine Liga höher als der Traditionsverein antrat. Diese Fusion war erfolgreich, somit erhielt der Verein wieder seinen alten Namen Sporting Club de Toulon.
Die Vereinsfarben sind Azurblau und Gold; die Ligamannschaft spielt im Stade de Bon Rencontre, das eine Kapazität von ca. 8.000 Plätzen aufweist.
Vereinspräsident ist Alain Bencivengo.

## Ligazugehörigkeit
Profistatus hat Toulon 1945–1947, 1948–1993 und 1996–1998 besessen. Erstklassig (Division 1, seit 2002 in Ligue 1 umbenannt) spielte der Klub 1959/60, 1964/65 und 1983–1993. In der Saison 2017/18 trat er in der viertklassigen National 2 (früher: CFA) an.

## Bekannte Spieler in Vergangenheit und Gegenwart
- Victor Agali
- Delio Onnis
- Sébastien Squillaci
- Jean Tigana
- Peter Bosz
- Roger Milla
- Wilfried Nancy

## Wappenhistorie

Bis 2006